# Deixeble (cristianisme)
Al cristianisme, el terme deixeble fa referència a un seguidor o seguidora de Jesús i es troba en el Nou Testament només en els Evangelis i els Fets dels Apòstols. Mentre que Jesús va tenir molts deixebles, va escollir-ne dotze per representar les tribus d'Israel: Simó Pere, Andreu, Jaume, Joan, Felip, Bartomeu (Natanael), Mateu (Leví), Thomas (Dídim), Jaume (fill d'Alfeu), Judes, Simó (el Zelota) i Judes Iscariot (qui va trair a Jesús).
Maria Magdalena també va formar part del grup de deixebles de Jesús, i va ser la primera testimoni de la seva resurrecció. Així, va transmetre la notícia a la resta de deixebles i esdevingué, com deien Raban Maur i Tomàs d'Aquino, "apostolorum apostola" –apòstola dels apòstols–, perquè els anuncià allò que ells, al seu torn, anunciarien a tothom. El gnòstic Evangeli de Tomàs de Nag Hammadi i altres evangelis apòcrifs també l'esmenten entre els deixebles de Crist, juntament amb Maria Salomé.
Jesús fou el seu Mestre, i després de la seva mort anaren a proclamar el seu missatge pel món.